# Рубіновогорлий колібрі
Рубіновогорлий колібрі (Archilochus) — рід серпокрильцеподібних птахів родини колібрієвих (Trochilidae). Представники цього роду мешкають в Північній Америці. Рід був названий на честь давньогрецького поета Архілоха.

## Види
Виділяють два види:
- Колібрі фіолетовогорлий (Archilochus alexandri)
- Колібрі рубіновогорлий (Archilochus colubris)